# (100525) 1997 CX8
(100525) 1997 CX8 es un asteroide perteneciente al cinturón de asteroides, descubierto el 1 de febrero de 1997 por el equipo del Spacewatch desde el Observatorio Nacional de Kitt Peak, Arizona, Estados Unidos.

## Designación y nombre
Designado provisionalmente como 1997 CX8.

## Características orbitales
1997 CX8 está situado a una distancia media del Sol de 3,120 ua, pudiendo alejarse hasta 3,488 ua y acercarse hasta 2,751 ua. Su excentricidad es 0,118 y la inclinación orbital 21,54 grados. Emplea 2013,23 días en completar una órbita alrededor del Sol.

## Características físicas
La magnitud absoluta de 1997 CX8 es 14,7. Tiene 7,322 km de diámetro y su albedo se estima en 0,048.